# Brück (Ahr)
Brück ist ein Ortsteil der Ortsgemeinde Ahrbrück im Landkreis Ahrweiler in Rheinland-Pfalz. Bis 1969 war Brück eine eigenständige Gemeinde.

## Geschichte

### Mittelalter
Bis 1100, also zur Zeit der Karolinger und Ottonen, gehörte die Gegend zum sogenannten Ahrgau. Von 1100 bis 1200 zählte das Gebiet zur Grafschaft Are. Da diese später in drei Teile zerfiel, waren nun die Grafen von Altenahr (Grafschaft Altenahr) von 1206 bis 1246 die Landesherren. Danach dehnte sich das Kurfürstentum Köln bis zur Nürburg aus und Altenahr wurde von 1246 bis 1794 kölnisches Amt. Einer der sechs engeren, örtlichen Verwaltungsbereiche des Amtes Altenahr war der „Dingstuhl“ Brück mit den Ortsteilen Brück, Denn und Pützfeld, die zusammen (1670) 49 Häuser hatten und über eine Bodenfläche von 1258 Hektar verfügten.
Brugge (= Brück) wird erstmals unter den Ortschaften genannt, die der Kölnische Erzbischof Engelbert II. von Falkenburg nach dem Vertrag vom 18. Dezember 1265 dem Grafen Walfram von Jülich als Lehen abtrat. In Brück war ein Rittersitz, den adlige Herren vom Erzstift Köln zu Lehen trugen. Es hat in Brück ein älteres und ein neueres Haus Brück gegeben. Letzteres hieß nach seiner Lage auch Weiherhaus. Mit diesem Haus und Hof (etwa 50 Morgen Acker, Wald, Wiese und Weingarten) war das Forstmeisteramt und das Wildgericht im erzbischöflichen Wald- und Wildbann des Amtes Altenahr verbunden. So wurde das Haus auch Erb-Wild-Haus genannt. Von diesem Haus Brück ist heute nichts mehr übrig, nach der Literatur muss es sich um eine Wasserburg gehandelt haben. Folgende Namen sind unter anderem mit dem Lehensgut Brück verbunden: 1370 von Brügge, 1430 von Frankenhoven, 1440 von Gudensberg (Godesberg), 1549 von Kessel, 1632 von Disteling, 1661 von Gruithausen, 1769 von der Heyden (genannt Belderbusch).

### Neuzeit

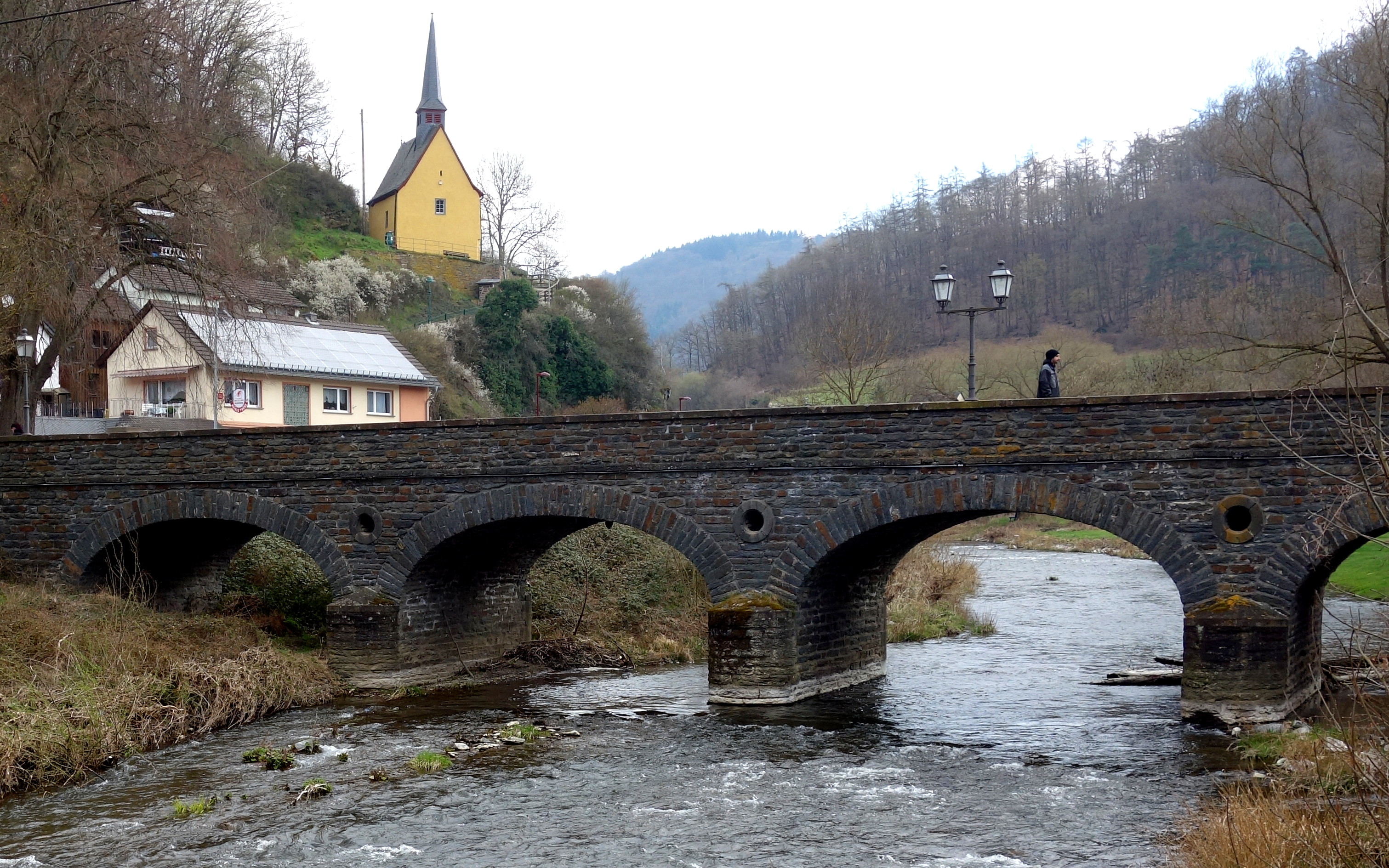
Ahrbrücke von 1892 mit der Katharinenkapelle im Hintergrund

Während der Franzosenzeit von 1794 bis 1814 gehörte das Dorf zu dem großen Departement Rhein und Mosel, zum Arrondissement Bonn und dem Kanton Ahrweiler. Die Franzosen richteten in Brück eine Bürgermeisterei ein, die sogenannte Mairie Brück. Zu ihr gehörten zwölf Ortschaften mit 516 Wohnhäusern und 2709 Einwohnern. Zur Gemeinde Brück rechnete man Denn (336 Einwohner) und Pützfeld (131 Einwohner). Im Jahre 1809 gab man den Umfang der gemeinschaftlichen Gemarkung mit 68 Hektar Ackerland, 13 ha Wiesen, 7 ha Weinberge und 728 ha Waldungen an. Am 24. Juni 1773 brannte der größte Teil des Dorfes Brück auf dem linken Ahrufer ab.
In der Nähe von Brück hatte man im Jahr 1811 begonnen, Kupfer und Blei abzubauen, auch Eisenerz wurde gefunden. Die Arbeiten hatten aber keinen besonderen Erfolg und wurden wieder eingestellt. Jedoch ließ die Belgische metallurgische Gesellschaft 1843 einen alten Bau auf Spießglanz wieder eröffnen und beschäftigte damals 50 Arbeiter. In einem Jahr soll sich der Ertrag des Spießglanzbergwerks Hoffnung auf 250 Zentner Spießglanz belaufen haben. Mehrere Poch- und Waschwerke waren angelegt worden. Die zu Brück gehörenden Bergwerke waren noch bis 1920 in Betrieb.
Durch den Wiener Kongress kam 1815 die Rheinprovinz zu Preußen und damit auch der Kreis Ahrweiler, in dem die Bürgermeisterei Brück lag. Später kam Brück zum Kreis Adenau. Im Wege der Verwaltungsreform wurde der Kreis Adenau 1932 aufgeteilt. So fiel das Amt Brück wieder an den Kreis Ahrweiler zurück. Vor 1892 verband eine hölzerne Brücke die beiden durch die Ahr getrennten Teile von Brück, dann wurde eine neue Brücke aus Stein gebaut. die Kosten für den Bau beliefen sich auf 15.000 Mark und wurden mit je 1000 Mark auch von Denn und Pützfeld mitgetragen.
Im Frühjahr 1907 wurde das Kupferbergwerk im „alten Keller“ wieder aufgeputzt und der Stellen wieder hergestellt, doch bald wurde die Arbeit wieder aufgegeben. Dagegen fing man an, das alte Bergwerk im „Hünert“ auszubessern. Hier war jedoch zu viel Wasser und so fing man an, etwas tiefer im Tal einen neuen Stollen zu schlagen.
Wesentliche Fortschritte brachten in Brück die Errichtung einer Postagentur am 15. Mai 1897 und vor allem der Weiterbau der Unteren Ahrtalbahn von Altenahr nach Adenau. So erhielt Brück im Jahr 1887 einen Bahnhof. 1910 wurde dann der Streckenabschnitt Remagen – Abzw Liers (– Dümpelfeld) zweigleisig erweitert und einige Häuser mussten deshalb abgerissen werden.
Oft war durch die reißenden Fluten der Ahr das Dorf in Mitleidenschaft gezogen worden. Im Sommer 1910 hatte das Hochwasser besonders großen Schaden angerichtet, wodurch die Brücke schwer beschädigt wurde. Die notwendig gewordenen Reparaturen wurden im April 1911 ausgeführt.
Das festlich geschmückte Brück erlebte dreimal mit großer Anteilnahme die Durchreise Kaiser Wilhelms II und zwar am 17. Oktober 1906, am 19. Oktober 1911 und am 15. Oktober 1913.
Zur Erinnerung an die Befreiungskriege und zur „Nacheiferung der Tugenden unserer Vorfahren“ wurde am 12. November 1913 an der Ahrbrücke ein Gedenkstein mit den Jahreszahlen 1813–1913 errichtet. Neben den Stein wurde eine Linde gepflanzt.
Während des Ersten Weltkrieges kamen vorübergehend über 50 gefangene Russen ins Dorf, die die Feldarbeiten zu verrichten hatten, da die meisten Männer an die Front gezogen waren. Die Schulkinder mussten Bucheckern, Nüsse, Hagebutten, Teekräuter und Laubheu sammeln. Im November 1918 erlebte Brück den Rückzug der deutschen Soldaten. Die Schule war ständig Durchgangsquartier. Im Dezember kamen US-amerikanische Truppen hier an und blieben bis Mai 1919, dann kam französische Besatzung.
Als 1934 Bürgermeister Bauer, der seit 1930 dem Amt Brück vorstand, versetzt wurde, verwaltete Bürgermeister Kobs von Altenahr Brück mit. 1935 wurde das hiesige Bürgermeisteramt teilweise und am 17. Februar 1936 endgültig mit dem Amt Altenahr vereinigt. Das Amtsgebäude in Brück wurde verkauft und später als Gaststätte eingerichtet.
Ende 1930 wurde die Erbauung eines Gruppenwasserwerks mit umliegenden Ortschaften geplant. Ein Jahr später war die Wasserleitung fertiggestellt.

### Zweiter Weltkrieg
Im Jahr 1938, kurz vor dem Zweiten Weltkrieg, wurde unter anderem die Nachbargemeinde Denn (heute Ortsteil Ahrbrück der Ortsgemeinde Ahrbrück) aufgelöst. Dort wurde die Kommandantur des Luftwaffenübungsplatzes Ahrbrück eingerichtet. Aufgrund der Nähe waren in Brück häufig Soldaten einquartiert, da die Kasernen nicht ausreichend waren. Das Dröhnen der Flakbatterien und das Brummen der Flugzeuge war Tag für Tag zu hören. Nach dem Krieg wurde in einer der Baracken von Ahrbrück, die noch heute stehen, eine Notkirche eingeweiht und in der anderen Hälfte die Schule eingerichtet, da das eigentliche Schulgebäude in Brück durch Bomben schwer beschädigt war und erst im Jahr 1949 wieder aufgebaut wurde. Durch die Fliegerangriffe in den Jahren 1944 und 1945 ist vieles zerstört worden. Die Bewohner von Brück fanden in den Bombennächten in alten Bergwerksstollen und in Felsen gesprengten Bunkern Zuflucht. Am 8. März 1945 zogen US-amerikanische Truppen ein, im Juli 1945 besetzten französische Soldaten das Gebiet.
78 Männer waren während des Zweiten Weltkrieges aus der Gemeinde Brück (Ahr) eingezogen. Davon sind 13 gefallen, elf blieben vermisst. Bis Dezember 1943 wurden die Toten von Brück (Ahr) in Kesseling beerdigt. Kesseling ist und war schon immer der zuständige Pfarrort. Nun wurde in Brück selbst ein Friedhof hergerichtet. Am Eingang des Friedhofes wurde 1959 ein Kriegerdenkmal errichtet.

### Nachkriegszeit bis heute
1957 wurde der Kirchenbauverein Brück für die Filialorte Ahrbrück, Brück (Ahr) und Pützfeld gegründet. Am 8. August 1962 konnte der Grundstein der Kirche in Brück (Ahr) gelegt werden. Ende 1964 zählte Brück (Ahr) 410 Einwohner.
Am 7. Juni 1969 wurde die bis dahin eigenständige Gemeinde Brück (Ahr) aufgelöst und verschmolz mit den Gemeinden Pützfeld und Ahrbrück zur heutigen Ortsgemeinde Ahrbrück.
1991 wurde das ehemalige Empfangsgebäude und der Güterschuppen des Bahnhofs Brück (Ahr) als Bürgerhaus mit zwei Sälen und zwei Wohnungen eröffnet.
Seit 1996 ist der ehemalige Bahnhof Brück (Ahr) unter dem Namen Ahrbrück als Haltepunkt der Unteren Ahrtalbahn wieder in Betrieb. 1985 war der Personenverkehr eingestellt worden.

## Einwohnerentwicklung
Entwicklung der Einwohnerzahl (31. Dezember):
Es liegen keine detaillierten Zahlen über die Einwohner vor, aber die Schulchronik vermerkt akribisch die Anzahl der Schüler und Schülerinnen der Schule in Brück (Ahr).
| Jahr | Schüler |
| ---- | ------- |
| 1896 | 076     |
| 1900 | 099     |
| 1905 | 108     |
| 1910 | 106     |
| 1915 | 108     |
| 1924 | 071     |
| 1930 | 087     |

| Jahr | Schüler |
| ---- | ------- |
| 1934 | 084     |
| 1940 | 068     |
| 1945 | 074     |
| 1950 | 155     |
| 1955 | 098     |
| 1960 | 043     |
| 1965 | 088     |

## Kultur und Sehenswürdigkeiten

### Bauwerke
Erwähnenswert sind die Dorfkapelle St. Katharina in Brück, die katholische Kirche (Andreaskirche) sowie einige sehenswerte Wegekreuze und Heiligenhäuschen.
Siehe auch: Liste der Kulturdenkmäler in Ahrbrück

### Traditionelle Veranstaltungen

#### Karneval
In der Gemeinde Ahrbrück findet am Karnevalssonntag einer der größten Karnevalsumzüge an der Mittelahr statt. Der Abschluss des Zugwegs ist dabei das Zelt an der Ahrbrücke.

#### Maibaumstellen und Mainacht

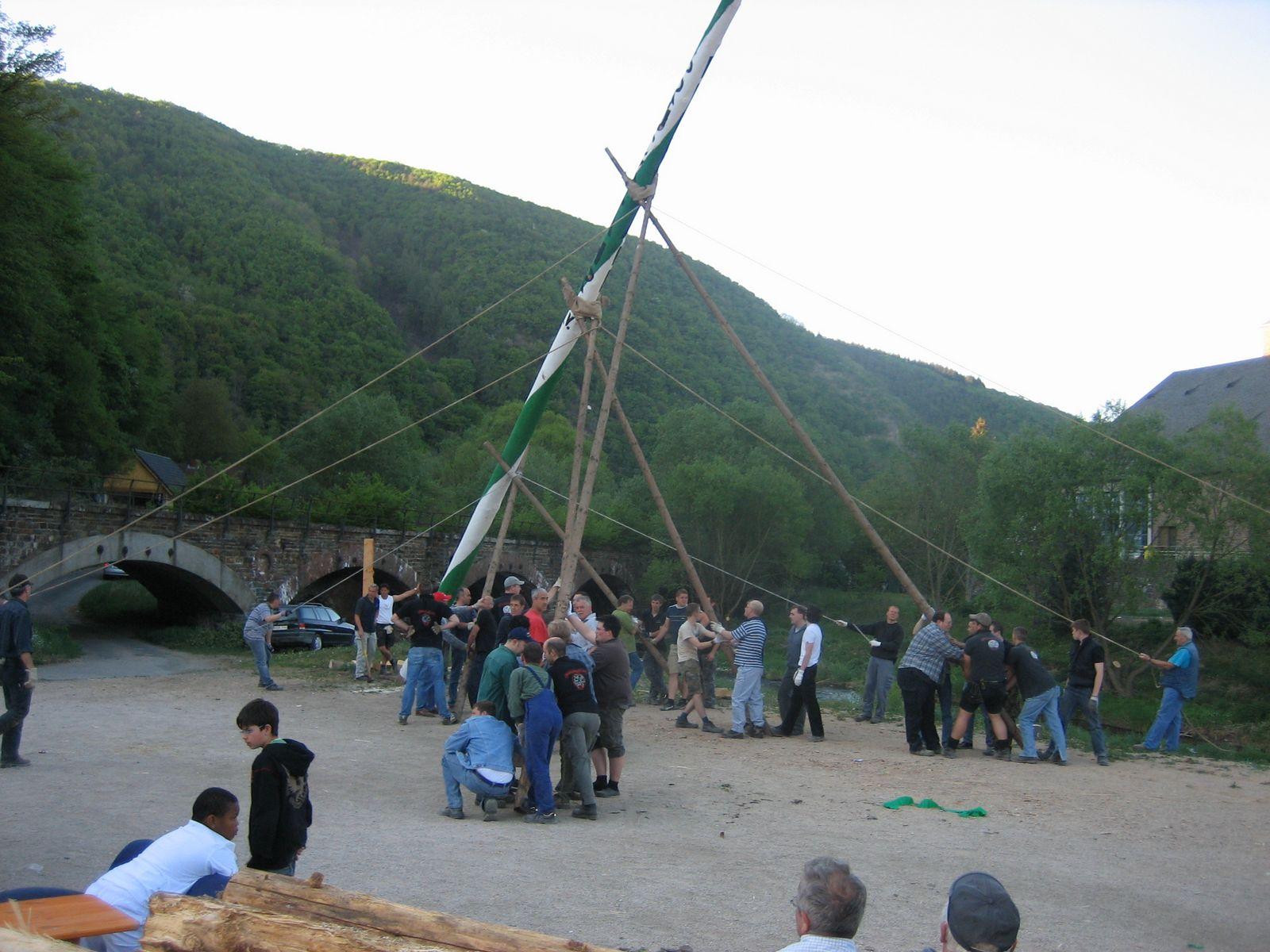
Aufstellen des Maibaumes

Am Abend des 30. April wird der Dorf-Maibaum unter Beteiligung der Dorfbevölkerung aufgestellt. Danach wird die sogenannte Mainacht gefeiert, in welcher die Junggesellen unter sich sind.

#### Junggesellenfest und Dorfkirmes

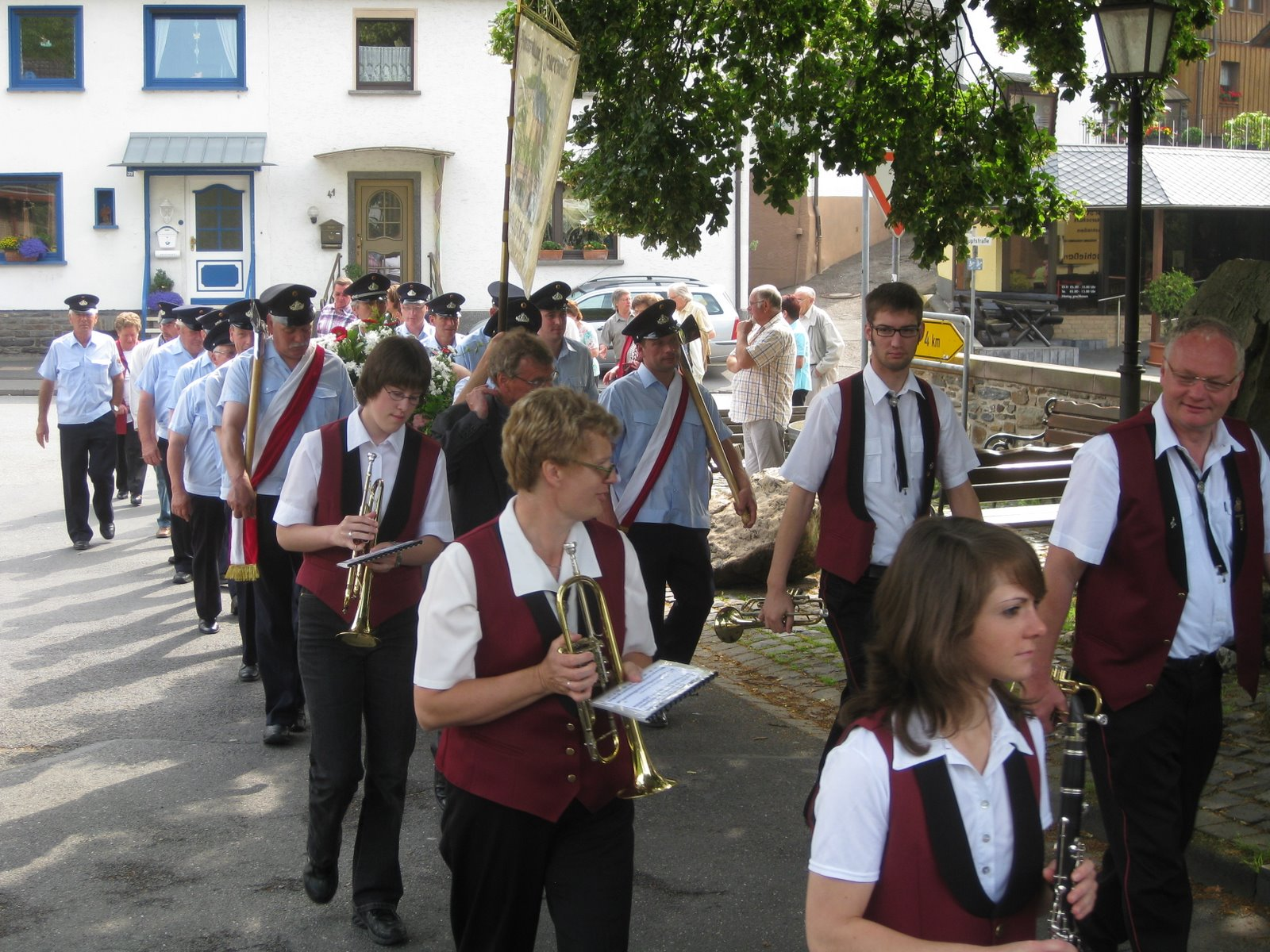
Dorfkirmes in Brück

In Brück ist die traditionelle „St.-Peter-und-Paul“-Kirmes mittlerweile zu einer Veranstaltung rund um das Melonenschießen mit klassischen Katapulten und ähnlichem geworden. Auch das Junggesellenfest, welches jährlich Ende März / Anfang April veranstaltet wird, ist ein fester Bestandteil des Dorflebens.

#### St.-Martins-Zug
Immer noch sammeln die Brücker Kinder, mittlerweile mit tatkräftiger Unterstützung der Gemeinde und der freiwilligen Löschgruppe Brück (Ahr), um das klassische Feuer am St.-Martins-Tag entzünden zu können.

#### Goldhochzeiten
Wie in der Eifel üblich, findet diese Veranstaltung unter Beteiligung des ganzens Dorfes statt.
Bereits im Vorfeld ist die Nachbarschaft des Jubelpaares verpflichtet, für den Schmuck des Hauses zu sorgen. Neben dem Schmücken der Bäume (traditionelles „Röschenbinden“) muss auch der Kranz gebunden werden, mit dem der Eingangsbereich sowie das Kirchenportal verziert wird.
Am eigentlichen Festtag findet ein Fackelzug der Dorfbevölkerung zum Haus des Goldpaares statt. Neben der Blaskapelle dürfen natürlich Vorträge des gemischten Chors und der Schulkinder nicht fehlen.

#### Beerdigungen
In einer traditionellen, vom Katholizismus geprägten Region ist es natürlich, dass auch der letzte Gang unter Beteiligung der Dorfgemeinschaft stattfindet. Neben Vertretern der jeweiligen Vereine ist jede Beerdigung ein Pflichttermin für die „Nachbarschaft“. In Brück ist es üblich, dass der Sarg von den männlichen Mitgliedern der Nachbarschaft getragen wird.

## Wirtschaft und Infrastruktur

### Verkehr
- Der Haltepunkt Ahrbrück (vormals Bahnhof Brück (Ahr)) liegt an der Unteren Ahrtalbahn (KBS 477[4]) Remagen – Ahrbrück, auf der im Personennahverkehr die „Rhein-Ahr-Bahn“ (RB 30) verkehrt. Der Schienenpersonennahverkehr (SPNV) wird von der DB Regio AG, Region NRW durchgeführt, die Dieseltriebwagen des Typs Alstom Coradia LINT einsetzt.
- Eine Buslinie verbindet Ahrbrück mit Adenau und Altenahr.
- Für den öffentlichen Personennahverkehr auf der „Rhein-Ahr-Bahn“ gilt sowohl der Tarif des Verkehrsverbundes Rhein-Mosel (VRM) als auch des regionalen Verkehrsverbundes Rhein-Sieg (VRS), für Fahrten in ganz Nordrhein-Westfalen außerdem der NRW-Tarif.
- Die B 257 verbindet Brück mit der A 61.

### Landwirtschaft
Die Ahreifel senkt sich meist in schroffen, bewaldeten Abhängen in das Ahrtal. Hier und da werden, neben den kleinen Äckern und Wiesen im Tal, auch breitere Stücke der Mittelterrasse feldmäßig bebaut. Einige landwirtschaftliche Flächen liegen auch auf den Berghöhen. Die Fruchtbarkeit ist wegen der steinigen, mageren und dünnen Erdschicht und auf Grund des rauen Klimas nicht groß. Einen geringen wirtschaftlichen Ausgleich schafft der Wald.
Der früher vorhandene Erzbergbau bot keine dauerhafte und nennenswerte Verdienstmöglichkeit. So erschien das Handwerk meist in Verbindung mit der bescheidenen Landwirtschaft. Im 21. Jahrhundert beschränkt sich die Landwirtschaft im Wesentlichen auf Obstanbau, Imkerei und hobbymäßige Schaf- sowie Kleintierhaltung.